# Ubytek przegrody międzykomorowej
Ubytek przegrody międzykomorowej (ang. ventricular septal defect, VSD) – ubytek w przegrodzie międzykomorowej, ścianie dzielącej lewą i prawą komorę serca. Wielkość ubytku może być wielkości  od 1 mm do całkowitego braku przegrody, tworząc serce jednokomorowe. VSD z 35% występowaniem wśród wszystkich wrodzonych wad serca stanowi najczęstszą wadę wrodzoną serca.
Przegroda komorowa składa się z dolnej części mięśniowej i górnej części błoniastej. VSD najczęściej występuje w obrębie części błoniastej i jest typem najczęstszym wśród wymagających leczenia chirurgicznego (do 80%).
VSD może również powstać kilka dni po zawale mięśnia sercowego (atak serca) z powodu mechanicznego rozerwania ściany przegrody, przed powstaniem stabilnej tkanki bliznowatej (blizna pozawałowa).

## Historia
Wadę opisał w 1879 Henri Louis Roger, stąd niekiedy jeszcze używa się dawnej nazwy choroby Rogera – tylko w przypadku małych VSD w części mięśniowej przegrody międzykomorowej (maladie de Roger). Na początku lat 50. XX w. zastosowano leczenie paliatywne polegające na sztucznym zwężeniu pnia tętnicy płucnej zmniejszając w ten sposób przeciek lewo-prawy. Wcześniejsze próby zamknięcia ubytku pod kontrolą wzroku były nieudane. W 1955 Lillehei przeprowadził udaną operację zamknięcia VSD pod kontrolą wzroku w tzw. krążeniu skrzyżowanym.
Obecnie od skonstruowania i zastosowania sztucznego płucoserca operacje zamknięcia VSD przeprowadza się w krążeniu pozaustrojowym z użyciem oksygenatora. 

## Przebieg naturalny
Przebieg nie leczonej wady jest bardzo różny i zależy głównie od wielkości ubytku, wielkości przecieku krwi i od reakcji naczyń płucnych na zwiększony przepływ krwi i ciśnienie. Wiele małych ubytków (20–40%) zamyka się samoistnie w pierwszych 4 latach życia, szczególnie położone w części mięśniowej przegrody. Ubytki charakteryzujące się dwukrotnie większym przepływem płucnym w stosunku do przepływu systemowego mogą powodować nieodwracalne zmiany w naczyniach płucnych, w wyniku których dojdzie do nadciśnienia płucnego wyższego od ciśnienia systemowego w wyniku czego przeciek odwraca się i dochodzi do powstania zespołu Eisenmengera. Klinicznie objawia się on coraz mniejszą tolerancją wysiłku, narastającą sinicą, krwiopluciem i doprowadza do śmierci.

## Anatomia wady
Opracowano kilka klasyfikacji VSD, jednym z najczęściej używanych podziałów jest ten zaproponowany przez Soto:
- Ubytek w części napływowej VSD (5–10%),
- Ubytek w części beleczkowej (5–20%),
- Ubytek w części odpływowej (5–7%, u Azjatów 25–30%),
- Ubytek w części błoniastej (75–80%).

W kardiochirurgii najczęściej używa się klasyfikacji wg. Kirklina:
- typ I – pod zastawką aortalną
- typ II – w obszarze części błoniastej (najczęstszy)
- typ III – w drodze napływu prawej komory pod płatkiem przegrodowym zastawki trójdzielnej (leży najbliżej układu bodźcoprzewodzącego i z tego powodu występuje największe niebezpieczeństwo jego uszkodzenia podczas opercji)
- typ IV – w części mięśniowej przegrody, najczęściej w okolicy koniuszka serca

## Objawy i przebieg
W okresie noworodkowym wada może być bezobjawowa.
W początkowym okresie wada objawia się klinicznie:
- mrukiem (szmer) w okolicy przedsercowej,
- unoszącym uderzeniem koniuszkowym,
- głośnym (3 stopnie w skali Levine'a) wstęgowym, szorstkim szmerem holosystolicznym, pokrywającym II ton serca.
- mała masa ciała przy normalnym wzroście (brak rozwoju) – dzieci z VSD są często bardzo szczupłe.
- w przypadku bardzo dużych defektów niewydolność serca może więc wystąpić bardzo wcześnie ze wzrostem naczyniowego oporu płucnego z odwróceniem przecieku – reakcja Eisenmengera.

Wada zazwyczaj rozpoznawana jest w 1. tygodniu życia noworodka.

### Wyniki badań dodatkowych
- badanie radiologiczne: powiększenie lewej komory i lewego przedsionka, wzmożony rysunek naczyń płucnych, poszerzenie prawej komory i pnia płucnego, zwiększony wskaźnik sercowo–płucny,
- badanie USG serca pozwala precyzyjnie określić wielkość i lokalizację ubytku oraz wielkość przecieku,
- badanie EKG: patologiczny lewogram, głębokie załamki S w odprowadzeniach przedsercowych V1–V3, wysokie załamki R w odprowadzeniach V4-V6.

## Leczenie
Wybór metody leczenia operacyjnego zależy od lokalizacji i wielkości ubytku. Wskazaniem do pilnej operacji są ubytki części błoniastej przegrody, zwłaszcza podaortalne, oraz ubytki bardzo duże. 
Ubytki części mięśniowej, szczególnie te małe (2–3 mm średnicy) mogą ulec samoistnemu zamknięciu w miarę wzrostu dziecka i, o ile są izolowane, zazwyczaj nie powodują poważnych zaburzeń hemodynamicznych.
Leczenie operacyjne jest podstawową metodą leczenia, która zapewnia bezpieczne i efektywne zamknięcie VSD. Dzięki terminowej, skutecznej i bez komplikacji przeprowadzonej operacji można osiągnąć normalną oczekiwaną długość życia pacjenta. VSD jest zwykle zamykany przez pośrodkową sternotomię w krążeniu pozaustrojowym z zastosowaniem sztucznego płucoserca na zatrzymanym sercu po otworzeniu prawego przedsionka przez zastawkę trójdzielną. Możliwe są minimalnie inwazyjne dostępy, takie jak częściowa dolna sternotomia i torakotomia przednio-boczna lub środkowo-pachowa. Z reguły ubytek zamykany jest łatą (najczęściej Dacron lub PTFE, rzadziej autologiczne osierdzie) techniką szwów ciągłych lub szwami pojedynczymi. Czasami zamknięcie VSD można również wykonać za pomocą szwów bezpośrednich. Ryzyko śmierci w przypadku zamknięcia VSD jest bardzo niskie. Powikłania chirurgiczne (blok przedsionkowo-komorowy, przeciek resztkowy, niewydolność zastawki trójdzielnej lub zastawki aortalnej) są dziś bardzo rzadkie. Konieczność wszczepienia rozrusznika serca z powodu pooperacyjnego bloku przedsionkowo-komorowego serca wynosi od 0% do 3,7%.

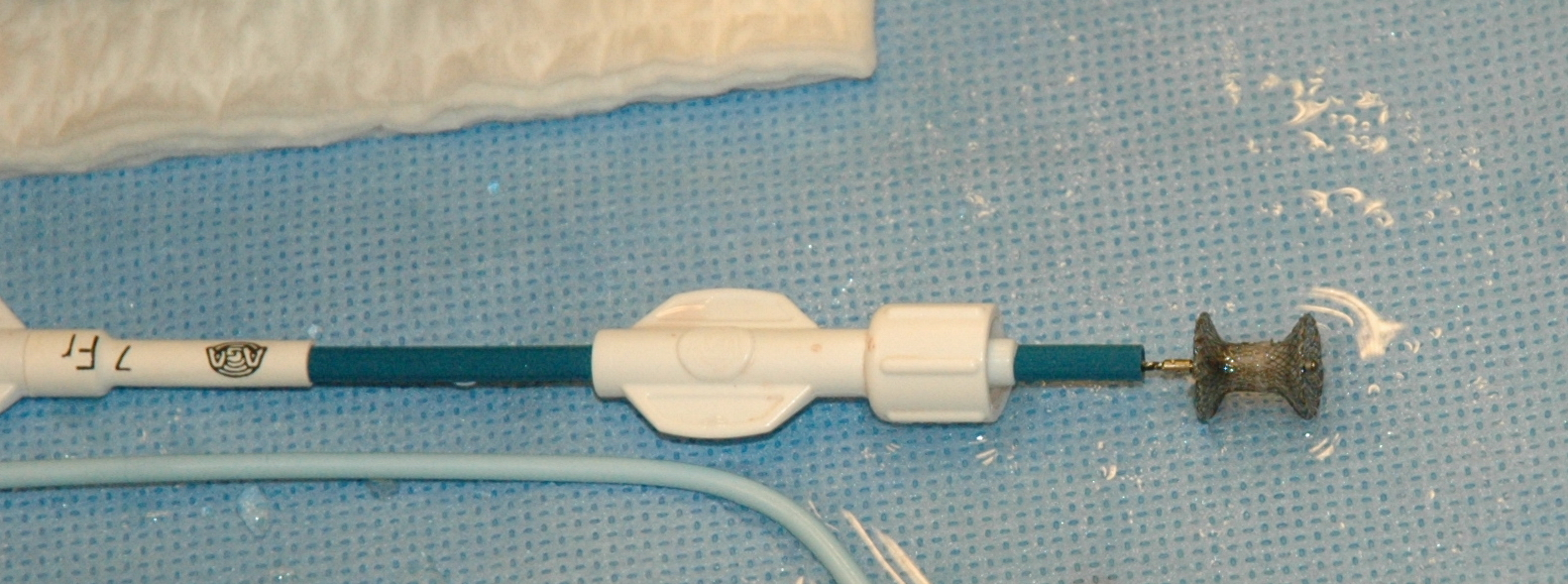
Cewnik z zapinką do interwencyjnego zamknięcia VSD

Leczenie interwencyjne (podczas cewnikowania serca) jest możliwe u dzieci starszych przy korzystnym umiejscowieniu i odpowiedniej wielkości VSD. W tym przypadku cewnik ze specjalną podwójną zapinką (parasol), np. Amplatzer™ Muscular VSD Occluder lub Amplatzer™ Membranous VSD Occluder, jest wprowadzany przez nakłucie np. żyły udowej do serca i po odpowiednim umiejscowieniu w ubytku zamyka VSD.

## Kontrola po zamknięciu VSD
Jeżeli niewielki ubytek przegrody międzykomorowej zamyka się samoistnie, dalsze leczenie lub dalsza kontrola nie jest już konieczna. Dzieci są zdrowe.
Jeśli ubytek przegrody międzykomorowej został zamknięty chirurgicznie lub przez cewnik, czasami może być konieczne tymczasowe odciążenie serca za pomocą leków na kilka tygodni. Ogólnie, dzieci z wadą przegrody międzykomorowej, które były operowane bez żadnych problemów, można uznać za mające zdrowe serce pod względem sprawności fizycznej i umysłowej. Nie ma żadnych ograniczeń, jeśli chodzi o sport, przyszłe wybory zawodowe czy donoszenie ciąży. Jednak niezbędna jest opieka długoterminowa, ze szczególnym uwzględnieniem funkcji komór serca i późniejszego występowania zaburzeń rytmu serca.
Zgodnie z nowymi zaleceniami Niemieckiego Towarzystwa Kardiologii Dziecięcej profilaktyka zapalenia wsierdzia nie jest już obowiązkowa u pacjentów z istniejącą wadą przegrody międzykomorowej, ale można ją rozważyć w indywidualnych przypadkach. Jednak nadal jest zalecana pacjentom z ubytkiem resztkowym po zabiegu chirurgicznym lub leczeniu interwencyjnym z użyciem zapinki.

## Klasyfikacja ICD10
| kod ICD10     | nazwa choroby                             |
| ------------- | ----------------------------------------- |
| ICD-10: Q21.0 | Wrodzony ubytek przegrody międzykomorowej |
| ICD-10: I51.0 | Nabyty ubytek przegrody międzykomorowej   |